# Tercio Costa de Granada

Tercio Costa de Granada, también conocido como Tercio de Granada, Tercio Viejo de Granada, Tercio Viejo de Costa de Granada, Tercio de la Sacra Liga, Tercio de la Liga, incluso Tercio de Figueroa, por su fundador y siempre jefe (Maestre de Campo), don Lope de Figueroa y Barradas (c. 1541-1585).
Tercio nacido a raíz de la sublevación de los Moriscos en el antiguo Reino de Granada en 1569. Disuelto en Namur (Flandes) en 1584.

## Fundación. Las Alpujarras
Don Lope de Figueroa y Barradas, figura ilustre de la historia de la España del siglo XVI, aprovechando la sublevación de los moriscos de Granada, le es concedido por el Rey Felipe II en 1569 el mando de un tercio, por lo que procedió a su leva. Su bautismo de fuego fue en enero de 1570 cuando, junto a otras unidades y al mando de Don Juan de Austria, atacó y sitió el pueblo almeriense de Galera hasta su caída. También participó en la toma de Serón, Tíjola, Andarax, etc., pasando más tarde a controlar los presidios de la costa de Granada, para impedir la huida de los moriscos al Norte de África, por lo que el tercio pasó a conocerse como Tercio Costa de Granada.

## Batalla de Lepanto
Tras la campaña que sofocó la rebelión de las Alpujarras, el tercio pasa a formar parte de la armada de Juan de Austria preparada para unirse a la Liga Santa (1571).
El tercio embarca en Cartagena en 1571, se agrupa en Barcelona con el resto de la armada, zarpando el 18 de julio de 1571 hacia Italia. En ese momento, el Tercio de Granada (tal como se le conocía) parece que contaba entre 1.885 y 2.259 soldados según la fuente. El 25 de agosto se encuentran en el estrecho de Mesina con la armada de la Santa Liga. En ese momento, las 14 compañías de que constaba el tercio se reparten entre los barcos españoles (8 compañías) y las napolitanas (las 6 restantes) de la siguiente forma:
Ocho compañías en las galeras españolas:
- 1.ª Compañía del Maestre de Campo Lope de Figueroa y Barradas (172 soldados).
- 2.ª Compañía del Capitán Cristóbal de Ezpeleta (Azpeleta) y Aguerre (Pamplona ¿? – Orbetello, 1584), Caballero de Calatrava (106 soldados)-
- 3.ª Compañía del Capitán Pedro González de Bazán (150 solados)
- 4.ª Compañía del Capitán Luis de Palma (190 solados)
- 5.ª Compañía del Capitán Manuel Ponce de León (f. 1622), hijo del I conde de Bailén, y sobrino por parte materna de Lope de Figueroa (80 soldados).
- 6.ª Compañía del Capitán Martín de Ayala, caballero del hábito de San Juan (102 soldados)
- 7.ª Compañía del Capitán Pompeyo Especiano (Pompeo Speziano), caballero milanés (200 solados)
- 8.ª Compañía del Capitán Juan de Licea (132 solados)

Seis compañías en las galeras de Nápoles:
- 9.ª Compañía del Capitán Juan Díaz (104 solados)
- 10.ª Compañía del Capitán Juan de Zúñiga Avellaneda y Bazán (135 soldados).
- 11.ª Compañía del Capitán Luis (a veces Sancho) de Reynoso y Baeza, Hijo del VII Señor de Autillo de Campos, y hermano del famoso religioso llamado Francisco (80 soldados)
- 12.ª Compañía del Capitán Antonio Carrión (134 soldados)
- 13.ª Compañía del Capitán Juan Fernández de Córdoba, probablemente nieto del III conde de Cabra (180 soldados)
- 14.ª Compañía del Capitán Juan de Córdoba Lemos (Léinos), caído en Lepanto (120 solados).

Al amanecer del 7 de octubre de 1571, en la embocadura del golfo de Corinto tomaron contacto visual con los barcos otomanos. Lope combatió junto a Juan de Austria en la galera capitana llamada Real.
Tras la victoria de Lepanto absorbe los restos del tercio del caballero valenciano Miguel de Moncada (llamado Tercio de Miguel de Moncada), entrando a formar parte del mismo el ilustre soldado Miguel de Cervantes (1547-1616), que servirá en la Compañía del capitán Manuel Ponce de León, sobrino de don Lope. Fue entonces cuando la unidad pasa a llamarse Tercio de la Sacra Liga, compuesta por 25 Compañías con un total de 2.456 efectivos (según revista en Mesina, el 31 de julio de 1572).

Bandera del Tercio de la Liga (hacia 1571).

El tercio continuó por la zona (Corfú), participando con la flota de la Santa Liga en la persecución de los restos de la armada otomana. Esta fue interceptada en el cabo Ténaro, pero rehusando el combate se refugió en los puertos de Modona y Navarino (hoy Pilos). Aunque se procedió al sitio de ambas ciudades, tanto por mar como por tierra, Juan de Austria desistió por falta de suficientes medios, abandonando el sitio el 9 de octubre de 1572.
En este momento el tercio era bastante numeroso, de forma que era imposible mantenerlo todo reunido. De esta forma, ya en diciembre, sus compañías se repartieron entre el Milanesado y Sicilia.
A principios de 1573, debido a presiones del duque de Alba, las compañías destinadas al Milanesado son enviadas a Flandes. Lope de Figueroa, en desacuerdo total con esta decisión, fue obligado a licenciarse para curarse en España, mientras la mayor parte de sutercio marchó a Flandes. Al llegar allí (15 de junio de 1573), estas compañías pasan a conformar una nueva unidad: el Tercio de San Felipe, cuyo mando recayó en el asturiano Francisco de Valdés (1511-1580), otra gran figura de la historia de España.

## Campañas en el norte de África
Las restantes compañías que quedaron en Sicilia fueron empleadas por don Juan de Austria en la conquista de Túnez (11 de octubre de 1573). Un mes después, Don Lope se reincorpora desde España con 9 compañías más, alcanzando el tercio la cifra de 21 compañías, número que se mantendrá hasta su disolución. En estos momentos, ya conocido como Tercio de la Sacra Liga o, sencillamente, Tercio de la Liga, se dedicó básicamente a la vigilancia de las costas italianas frente a la amenaza e incursiones de los piratas berberiscos.
Sus guarniciones estaban en los territorios del reino de Nápoles, siendo estas: Nola (a las afueras Nápoles), Ruvo, Barletta, Andria, Canosa, Ceriñola y Otranto (todas ellas en la costa de Apulia), así como Malfi (cerca de Ragusa) en la costa dálmata.
Tras la pérdida de Túnez y el asedio a la Goleta, el 24 de junio de 1576, el tercio se embarca en la flota de Álvaro de Bazán y Guzmán (1526-1588) para asolar el archipiélago de Kerkennah (Querquenes) ante las costas tunecinas. Más tarde el tercio vuelve a Italia, en este caso a Milán.

## Guerra de Flandes
Don Juan de Austria es nombrado gobernador de los Países Bajos. Dado el desconcierto del momento, se refugia en la Ciudadela de Namur y en 1577 llama en su ayuda a los tercios, entre ellos el Tercio de Figueroa.
Gesta de Don Lope fue trasladar a través del Camino Español a su tercio en tiempo récord. Con unos efectivos aproximados de 5000 veteranos, el Tercio se trasladó desde Milán hasta Namur en tan solo 32 días (del 22 de febrero de 1578 al 27 de marzo del mismo año), y durante el invierno. La media en recorrer ese itinerario del Camino Español era de unos 48 días.
El 13 de abril llegan ante el campo de trincheras de Bouge (Boudje), cerca de Namur. Tres días después asedian Philippeville, que logran reducir el 21 de mayo, pero resistiendo el contraataque de los protestantes.
El 1 de octubre de 1578 muere don Juan de Austria. Los soldados del tercio encabezaron el cortejo fúnebre (con banderas negras y arrastrando las picas), y su jefe (don Lope) junto con otros jefes, portó el féretro.
El sucesor de don Juan, su sobrino Alejandro Farnesio (1545-1592), retoma la iniciativa en Flandes, asediando la fortaleza de San Pedro en Maastricht (sitio de Maastricht), tomada al asalto tras 4 meses de cerco, el 29 de junio de 1579, durante los cuales el Tercio de la Liga sufrió numerosas bajas, entre las que se encontraban nueve capitanes.
Tras la Unión de Arrás (5 de mayo de 1579), y siguiendo una política de no tener fuerzas foráneas en la zona, Alejandro Farnesio ordenó al tercio que abandonara las tierras de Flandes (marzo de 1580) con destino a Milán. Pasado un tiempo, el tercio se recuperó, estando constituido en ese momento por 16 compañías de picas y 5 de arcabuces, con un total de 1998 soldados.

## Portugal
En marzo de 1580 es enviado al puerto de Savona rumbo a Nápoles. Sin embargo, dos compañías del tercio producen al altercado que casi deriva en un motín. Este hecho acaba rápidamente, no sin algunos muertos, heridos y apresados. Trasportado a Cádiz por las galeras de Juan Andrea Doria, permanece en tierras andaluzas durante todo el año 1581, tiempo que se utilizó para reclutar a otros tantos soldados, hasta llegar a la cifra total de 3.722 soldados.
El 15 de enero de 1582, hallándose en Cádiz, don Lope recibe el título de comendador de la Encomienda de los Bastimentos del Campo de Montiel, perteneciente a la Orden de Santiago, en la cual habría profesado en 1572. El 29 de junio siguiente, el tercio embarcó sobre la armada de 36 naves dispuesta por Álvaro de Bazán para intentar la conquista de la isla Terceira, en el archipiélago de las Azores, que el prior de Crato, apoyado por Francia e Inglaterra, mantenía rebelada contra la autoridad del nuevo rey de Portugal, Felipe II de España. Don Lope subió a bordo del galeón San Mateo, de fábrica lusitana, el segundo mayor de la escuadra tras el San Martín, insignia del almirante Bazán, junto a los 116 hombres de su compañía y los 117 del capitán Pedro Rosado.
Tras zarpar el 10 de julio rumbo a la isla, el 26 avistaron en sus inmediaciones a la flota de Felipe Strozzi (1541-1582), almirante florentino al servicio de Francia. El galeón San Mateo abandonó la formación, ocasión que aprovechó el almirante florentino para abalanzarse contra él seguido de 5 naves francesas. Aislado y sin posibilidad de recibir ayuda, sostuvo durante dos horas un durísimo bombardeo, durante el cual recibió más de 500 impactos de artillería que declararon una veintena de incendios; pero ganó un tiempo precioso para que el resto de la armada deshiciera a la rival antes de rodear a los navíos encelados con su solitaria presa. Tras la victoria, la escuadra española intentó repararse en la isla de San Miguel, pero tuvo que regresar a Lisboa, en septiembre, abandonando su objetivo. 
Cuando lo intentaron nuevamente el año siguiente, Lope de Figueroa era ya maestre de campo general de la expedición y miembro del consejo del almirante Álvaro de Bazán y Guzmán junto a Pedro de Padilla (militar), capitán general del Orán; Pedro Álvarez de Toledo y Colonna (marqués de Villafranca del Bierzo) y Juan Martínez de Recalde. En virtud de su empleo, mandaba sobre toda la infantería embarcada, integrada por su propio tercio, el de Francisco de Bobadilla (1537-1610), el de Juan de Sandoval, hermano del marqués de Denia; 4 compañías del regimiento alemán del mercenario y conde Jerónimo de Lodron, 2 italianas de los capitanes frey Vincenzo  d’Afflito y Luzio Pignatelli y una compañía de aventureros portugueses al mando de Félix de Aragón. La fuerza expedicionaria zarpó de Lisboa el 23 de junio de 1583, embarcada en 98 naves. Llegaron a la isla de San Miguel el 6 de julio y a la Terceira el 23 del mismo mes (batalla de la Isla Terceira). En la madrugada del 26 desembarcaron a 6 millas al este de Angra, durando la resistencia 16 horas. Tras la victoria, don Lope autorizó a sus hombres tres días de saqueo en la isla. La armada regresó el 17 de agosto pero no aportó a Cádiz hasta el 15 de septiembre.

## El final del tercio
A primeros de octubre, Felipe II nombra a Lope de Figueroa maestre de campo general de la gente de guerra de Portugal y capitán general de la costa de Granada, empleos en los que sucedía a Sancho Dávila y Daza, fallecido en Lisboa el 8 de junio del mismo año, por lo que tuvo que embarcarse en Cádiz el 26 de octubre hacia Lisboa. Poco después, el 8 de noviembre, lo haría también el Tercio de la Liga, al mando del sargento mayor Hernán Tello de Portocarrero, para retornar a Flandes, vía Italia. Llegó a Namur el 18 de junio de 1584 y solo 5 días después, el 23, Alejandro de Farnesio ordenó su desmovilización. Todos los capitanes fueron reformados y los soldados pasaron a engrosar las compañías de los restantes tercios que servían en los Países Bajos, concluyendo así la singladura histórica del Tercio de la Liga, anteriormente llamado Costa de Granada.

## Discusión sobre su desaparición o continuidad
Algunos autores, como el historiador de la Armada Española, Raymundo II De Sotto (Sutton) y Campuzano, IV Conde de Clonard, enlaza a este tercio con el Tercio de la Armada de la Mar Océano, aspecto que la bibliografía regimental española y la tradición histórica naval han venido aceptando y siguen admitiendo.
No obstante, otros autores más recientes indican en esta relación una inconsistencia histórica, dado que el tercio que formara Lope de Figueroa en 1569 se extinguió, sin solución de continuidad, en la fecha y lugar arriba expresados. Esto último lo atestiguan el militar y cronista Alonso Vázquez y la documentación coetánea preservada en el Archivo de Simancas. Esto se apoya en que durante el año 1566, Felipe II en su deseo de crear un nuevo concepto de fuerza de desembarco ("infantería de marina"), es decir, la idea actual de proyección del poder naval sobre la costa, creó el Tercio de la Armada de la Mar Océano, el Tercio Nuevo de la Mar de Nápoles, y el Tercio de Galeras de Sicilia, y más adelante, en 1571, el Tercio Viejo del Mar Océano y de Infantería Napolitana. Efectivamente, el Tercio de Figueroa se crea en las Alpujarras tres años después (1569) de la creación del Tercio de la Mar Océano (27 de febrero de 1566), por lo que son dos unidades diferentes.
El actual Regimiento Acorazado “Córdoba” n.º 10 del Ejército Español es considerado el heredero y continuador del Tercio de Lope de Figueroa.